# Hammam Sousse
Hammam Sousse (arabisch حمام سوسة, DMG Ḥammām Sūsa) ist eine Stadt in Tunesien. Administrativ dem Gouvernement Sousse zugeordnet, bildet sie eine Gemeinde mit 42.937 Einwohnern im Jahr 2014. Hammam Sousse liegt nördlich von Sousse am Mittelmeer.

## Geschichte
Die Anwesenheit von Menschen in Hammam Sousse wie auch in anderen Regionen der Sahel ist sehr alt. In der Tat ist die Sahel die Wiege einiger nomadischer und sesshafter Berberstämme. Während der punischen Zeit wurde um das zehnte Jahrhundert v. Chr. der phönizische Handelsposten Hadrumète (das heutige Sousse) gegründet, der die lokale Wirtschaft beeinflusste.
Mit dem Fall Karthagos 146 v. Chr. beginnt die römische Zeit, die bis 429 dauert. Während dieser Zeit erlebte die Region von Hammam Sousse eine blühende Landwirtschaft, aber das Land wurde nach der Invasion der Vandalen und ihrer Politik der verbrannten Erde aufgegeben, was die Bevölkerung veranlasste, sich hinter die Wälle des heutigen Sousse zurückzuziehen.
Unter der arabischen Dynastie der Aghlabiden wurde der Kern der Stadt gegründet. Es war ein kleines Dorf, das von einem Wall umgeben war und an dessen Ostfassade ein einziges Tor hatte, das zum Marktplatz führte. Nach der Unabhängigkeit Tunesiens im Jahr 1956 entwickelt sich das Dorf aufgrund seiner günstigen Lage rasant und wurde am 9. Januar 1957 zur Gemeinde und am 2. April 1979 zur Delegationshauptstadt.

## Wirtschaft
Trotz klimatischer Bedingungen, die für die Landwirtschaft nicht sehr günstig sind, ist Hammam Sousse seit langem als landwirtschaftliches Zentrum bekannt. Allerdings haben die Olivenplantagen in den letzten Jahrzehnten durch die schnelle Urbanisierung der Stadt Sousse an Boden verloren. Sektoren, die sich entwickeln, sind der Tourismus mit Hotels an der Mittelmeerküste und die Industrie. Der Touristenhafen Port El-Kantaoui befindet sich bei Hammam Sousse.

## Partnerstädte
- Cheyenne, Wyoming,  Vereinigte Staaten

## Persönlichkeiten
- Hédi Baccouche (1930–2020), Politiker und Premierminister von Tunesien
- Zine el-Abidine Ben Ali (1936–2019), Politiker und Präsident von Tunesien